# Орявчик
Оря́вчик (укр. Оря́вчик) — село в Козёвской сельской общине Стрыйского района Львовской области Украины.
Население по переписи 2001 года составляло 186 человек. Почтовый индекс — 82631. Телефонный код — 3251.